# Oresitropha melanotypa
Oresitropha melanotypa är en fjärilsart som beskrevs av Turner 1927. Oresitropha melanotypa ingår i släktet Oresitropha och familjen praktmalar, Oecophoridae. Inga underarter finns listade i Catalogue of Life.